# PLXDC2
PLXDC2‏ (Plexin domain containing 2) هوَ بروتين يُشَفر بواسطة جين PLXDC2 في الإنسان.